# Lina Yegros
Avelina Yegros Antón, coneguda artísticament com a Lina Yegros (Campamento, Madrid, 6 de desembre de 1914 - Madrid, 20 de maig de 1978) va ser una actriu espanyola.
Pertanyia a una família de militars i va passar la infantesa a Ceuta, Melilla i Canàries, fins que el 1930 es va instal·lar definitivament a Madrid. Allí va ingressar de meritòria a la companyia de teatre Boanfé Gelabert. Allí va conèixer l'actor Alfonso Albalat, amb qui es va casar i van marxar de gira a Amèrica Llatina amb la companyia d'Irene López de Heredia. El 1933 debutaria com a actriu secundària a El divino impaciente de José María Pemán. L'any següent debutaria al cinema amb Sor Angélica de Francesc Gargallo. Des d'aleshores es va dedicar al cinema fins als anys seixanta, quan es va retirar, tot i que encara aparegué esporàdicament en algun paper.

## Filmografia
- Sor Angélica, 1934 de Francesc Gargallo
- La bien pagada, 1935, d'Eusebio Fernández Ardavín
- El octavo mandamiento, 1935;
- ¿Quién me quiere a mí?, 1936, de José Luis Sáenz de Heredia
- La millona, 1937, d'Antoni Monplet
- Manolenka, 1939, de Pedro Puche
- ¡Polizón a bordo!, 1941;
- Unos pasos de mujer, 1941, d'Eusebio Fernández Ardavín
- Un marido a precio fijo, 1942, de Gonzalo Delgrás
- La condesa María, 1942; de Gonzalo Delgrás
- Ni tuyo ni mío, 1944; de Gonzalo Delgrás
- La dama de armiño, 1947; d'Eusebio Fernández Ardavín
- Fuenteovejuna, 1947; d'Antonio Fernández-Román
- Leyenda de Navidad, 1947; de Manuel Tamayo
- La calumniada, 1947;
- Vendaval, 1949, de Juan de Orduña
- Pequeñeces, 1950, de Juan de Orduña
- Vértigo, 1950, d'Eusebio Fernández Ardavín
- Debla, la virgen gitana, 1951 de Ramón Torrado
- Malvaloca, 1954 de Ramón Torrado
- Te doy mi vida, 1958, de P. Mercanti
- Cariño mío, 1961, de Rafael Gil Álvarez
- Aprendiendo a morir, 1962, de Pedro Lazaga
- Los guerrilleros, 1963, de Pedro Luis Ramírez
- Las gemelas, 1963 d'Antonio del Amo.
- Bochorno, 1963 de Juan de Orduña
- Clarines y campanas, 1966, de Ramón Torrado
- Per un dollaro di gloria, 1966 de Fernando Cerchio

## Premis
Als Premis del Sindicat Nacional de l'Espectacle de 1976 va rebre el premi a la millor labor de conjunt.